# Ferrari 248 SP
La 248 SP è un'autovettura da competizione prodotta dalla Ferrari nel 1962 in un solo esemplare.

## Il contesto
Il modello apparteneva alla serie, prodotta dalla Ferrari nel 1962, di vetture da competizione che erano contraddistinte dall'avere il motore collocato posteriormente. I modelli in questione furono la 196 SP, la 286 SP, la 268 SP e, appunto, la “248 SP”. Furono tutti progettati da Carlo Chiti, e gli ultimi due avevano montato un motore V8 con l'angolo tra le bancate di 90°; gli altri invece possedevano un propulsore V6 a 60°. Queste vetture con motore posteriore furono il frutto di investimenti operati dalla Ferrari l'anno precedente.
La linea del corpo vettura ricordava molto quello della 246 SP.
La sigla numerica nel nome del modello richiamava le caratteristiche del motore. Le prime due cifre erano collegate alla cilindrata, che era di circa 2,4 L, mentre l'ultima al numero di cilindri.

## Caratteristiche tecniche
Il motore era un V8 a 90° posteriore e longitudinale. L'alesaggio e la corsa erano rispettivamente di 77 mm e 66 mm, che portavano la cilindrata totale a 2458,70 cm³. Il rapporto di compressione era di 9,8:1. La potenza massima erogata dal propulsore era di 250 CV a 7400 giri al minuto.
La distribuzione era formata da un singolo albero a camme in testa che comandava due valvole per cilindro. L'alimentazione era assicurata da quattro carburatori a doppio corpo di marca Weber e modello 40 IF2C. L'accensione era singola ed il relativo impianto comprendeva un solo spinterogeno. La lubrificazione era a carter secco, mentre la frizione era multidisco.
Le sospensioni erano indipendenti con quadrilateri trasversali, molle elicoidali e ammortizzatori telescopici. Quelle anteriori avevano installato una barra stabilizzatrice. I freni erano a disco, mentre la trasmissione era formata da un cambio a cinque rapporti più la retromarcia. Lo sterzo era a pignone e cremagliera.
Il telaio era tubolare in acciaio, mentre la carrozzeria era spider a due posti.
La velocità massima raggiunta dalla “248 SP” era di 290 km/h.